# الحياة الخاصة لدون جوان (فلم)
الحياة الخاصة لدون جوان (بالإنجليزية: The Private Life of Don Juan) فيلم بريطاني عُرض عام 1934 من بطولة هيذر تاتشر، ودوغلاس فيربانكس.

## القصة
بعد عشرين عامًا في المنفى، يعود دون جوان المسن إلى إشبيلية سرًا برفقة صديقه ليبوريلو، محاولًا الحفاظ على صحته. هددته زوجته دولوريس بسجنه لأنه لم يراها بعد خمس سنوات من الغياب. في صباح اليوم التالي، يُفاجأ بأن جميع سكان المدينة يعلمون بعودته. رودريغو، أحد معجبيه، يتبع دون جوان في كل مكان، راغبًا في أن يكون مثله، وقادرًا على ترك انطباع جيد عنه من خلال مغامراته الغرامية. يستعد دون جوان للفرار إلى فرنسا، لكن رودريغو يُقتل على يد زوج غيور يعتقد أنه دون جوان، وتعتقد إشبيلية بأكملها أنه مات. ويُكتب كتاب ومسرحية عن مآثره بينما يعيش كقبطان في عزلة. يحضر جنازته المهيبة، وبعد ستة أشهر، ينزعج من تظاهره بموته (خاصةً عندما يُسبب تصريحه بأنه دون جوان سخرية وعدم تصديق بين الناس)، يعود إلى إشبيلية. محاولاته لتشويه سمعة المسرحية واعتبارها خيالًا باءت بالفشل، إذ لم يُصدّقه أحد.

## روابط خارجية
- مقالات تستعمل روابط فنية بلا صلة مع ويكي بيانات